# حارة دارس (صنعاء)
دارس هي إحدى حارات حي سدس الروض بمدينة الروضة شمال العاصمة اليمنية "صنعاء"، بلغ تعداد سكانها 268 نسمة حسب تعداد اليمن لعام 2004.